# Красново (Болгария)
Красново (болг. Красново) — село в Болгарии. Находится в Пловдивской области, входит в общину Хисаря. Население составляет 820 человек.

## Политическая ситуация
В местном кметстве Красново, в состав которого входит Красново, должность кмета (старосты) исполняет Иван Костов Бабаджанов (Болгарская социалистическая партия (БСП)) по результатам выборов правления кметства.
Кмет (мэр) общины Хисаря — Георги Николов Пирянков (инициативный комитет) по результатам выборов в правление общины.